# بوجيدار رادوشيفيتش
بوجيدار رادوشيفيتش (بالكرواتية: Božidar Radošević)‏ هو لاعب كرة قدم كرواتي في مركز حراسة المرمى، ولد في 4 أبريل 1989 في سبليت في كرواتيا. شارك مع منتخب كرواتيا تحت 17 سنة لكرة القدم ومنتخب كرواتيا تحت 19 سنة لكرة القدم. أما مع النوادي، فقد لعب مع إنتر زابرشيتش وبودوتشنوست بودغوريتسا وجيلييزنيتشار ساراييفو ونادي إسترا 1961 ونادي دبرتسني ونادي كوبر وهايدوك سبليت.

## وصلات خارجية
- بوجيدار رادوشيفيتش على موقع الاتحاد الأوربي (الإنجليزية)
- بوجيدار رادوشيفيتش على موقع قاعدة بيانات كرة القدم.إي يو (الإنجليزية)
- بوجيدار رادوشيفيتش على موقع Soccerbase.com (لاعب) (الإنجليزية)
- بوجيدار رادوشيفيتش على موقع Soccerway.com (الإنجليزية)